# روبرت ماير (أستاذ جامعي)
روبرت ماير (بالألمانية: Robert Meyer)‏ هو طبيب ألماني، ولد في 11 يناير 1864 في هانوفر في ألمانيا، وتوفي في 12 ديسمبر 1947 في منيابولس في الولايات المتحدة.